# Russell Lissack
Russell Lissack (Chingford, 11 marzo 1981) è un chitarrista britannico.
È un componente della band indie rock Bloc Party.
Nel 1998 conosce Kele Okereke nell'Essex, contea nella quale Lissack è nato e cresciuto e dove Okereke ha compiuto gli studi.  
Un anno dopo, nel 1999, i due si ritrovano al Reading Festival e decidono di formare il gruppo, che inizia così a suonare sotto il nome Angel Range.